# Unitat Comunista
Unitat Comunista (UC) fou una candidatura d'esquerres que es va presentar a les eleccions al Parlament de Catalunya de 1980, en els que va obtenir 8.198 vots (0,30%). El cap de llista era Fèlix Valero, antic militant del PSUC, i estava integrada per antics militants del PSUC i del PCE. Ideològicament era comunista, propugnava la instauració a Espanya d'una república federal i era contrari a l'ingrés d'Espanya a l'OTAN i a l'existència de bases militars dels EUA. Proposava desenvolupar des de la Generalitat de Catalunya una política autonòmica antimonopolista com a alternativa al capitalisme. Després del fracàs electoral es va dissoldre i els seus membres es van integrar dins d'altres formacions esquerranes.